# Espoey
Espoey település Franciaországban, Pyrénées-Atlantiques megyében. Lakosainak száma 1206 fő (2022. január 1.). Espoey Luquet, Gomer, Hours, Limendous, Livron, Lourenties, Lucgarier és Soumoulou községekkel határos.

## Népesség
A település népességének változása:
| Lakosok száma | 1082 | 1130 | 1164 | 1169 | 1179 | 1190 | 1195 | 1195 | 1206 |
|               | 2013 | 2015 | 2016 | 2017 | 2018 | 2019 | 2020 | 2021 | 2022 |